# Saint-Benoît-sur-Seine
Saint-Benoît-sur-Seine é uma comuna francesa na região administrativa de Grande Leste, no departamento de Aube. Estende-se por uma área de 11,78 km². Em 2010 a comuna tinha 399 habitantes (densidade: 33,9 hab./km²).